# Jaouad Gharib
Jaouad Gharib (in arabo جواد غريب‎?; Khenifra, 22 maggio 1972) è un ex maratoneta e mezzofondista marocchino, campione mondiale di maratona a Parigi Saint-Denis 2003 e Helsinki 2005.

## Biografia
Nato a Khenifra nel 1972, Gharib ha iniziato a dedicarsi all'atletica solamente all'età di 22 anni. Dopo una prima parte di carriera in cui si è dedicato alle gare su pista e alla corsa campestre, si è specializzato nella maratona.
In questa specialità è stato campione mondiale a Parigi Saint-Denis 2003 e ad Helsinki 2005. La sua vittoria nel 2005 lo ha reso il secondo uomo, dopo Abel Antón, a centrare due successi consecutivi nella specialità.
Ai Giochi olimpici di Pechino 2008 ha concluso la maratona al secondo posto, alle spalle del giovane keniota Samuel Wanjiru.

## Record nazionali

### Seniores
- Maratona: 2h05'27" ( Londra, 26 aprile 2009)

## Palmarès
| Anno | Manifestazione             | Sede        | Evento        | Risultato | Prestazione | Note                  |
| ---- | -------------------------- | ----------- | ------------- | --------- | ----------- | --------------------- |
| 2001 | Mondiali                   | Edmonton    | 10000 m piani | 11º       | 28'05"45    |                       |
| 2001 | Giochi del Mediterraneo    | Tunisi      | 10000 m piani | Oro       | 28'58"97    |                       |
| 2001 | Mondiali di mezza maratona | Bristol     | Individuale   | 9º        | 1h01'41"    |                       |
| 2001 | Mondiali di mezza maratona | Bristol     | A squadre     | 4º        | 3h05'18"    |                       |
| 2002 | Mondiali di cross          | Dublino     | Corsa lunga   | 10º       | 35'57"      |                       |
| 2002 | Mondiali di cross          | Dublino     | A squadre     | Bronzo    | 58 p.       |                       |
| 2002 | Mondiali di mezza maratona | Bruxelles   | Individuale   | Argento   | 1h00'42"    |                       |
| 2002 | Campionati africani        | Tunisi      | 10000 m piani | 8º        | 28'57"12    |                       |
| 2003 | Mondiali indoor            | Birmingham  | 3000 m piani  | 12º       | 8'01"01     |                       |
| 2003 | Mondiali                   | Saint-Denis | Maratona      | Oro       | 2h08'31"    | Record dei campionati |
| 2004 | Giochi olimpici            | Atene       | Maratona      | 11º       | 2h15'12"    |                       |
| 2005 | Mondiali                   | Helsinki    | Maratona      | Oro       | 2h10'10"    |                       |
| 2008 | Giochi olimpici            | Pechino     | Maratona      | Argento   | 2h07'16"    |                       |

## Altre competizioni internazionali
2001
- Argento alla Safi Half Marathon ( Safi) - 1h01'36"

2002
- 5º al Giro podistico internazionale di Castelbuono ( Castelbuono) - 34'41"

2003
- 6º alla Maratona di Rotterdam ( Rotterdam) - 2h09'15"
- Oro alla Johannesburg Half Marathon ( Johannesburg) - 1h02'24"

2004
- Bronzo alla Maratona di Londra ( Londra) - 2h07'02"
- 4º alla Mezza maratona di Lisbona ( Lisbona) - 59'56"
- 4º al Giro podistico internazionale di Castelbuono ( Castelbuono) - 34'17"
- Oro alla Corrida de Houilles ( Houilles) - 28'29"
- 4º alla BOclassic ( Bolzano) - 28'55"

2005
- Argento alla Maratona di Londra ( Londra) - 2h07'49"
- 6º alla Mezza maratona di Lisbona ( Lisbona) - 1h00'51"

2006
- 8º alla Maratona di Londra ( Londra) - 2h08'45"
- Bronzo alla Maratona di Fukuoka ( Fukuoka) - 2h07'19"
- 9º alla Mezza maratona di Lisbona ( Lisbona) - 1h02'42"
- 4º alla Great North Run ( Newcastle upon Tyne) - 1h02'41"
- Bronzo al Giro podistico internazionale di Castelbuono ( Castelbuono) - 35'31"
- 6º al Giro al Sas ( Trento) - 29'02"
- Argento alla Amatrice-Configno ( Amatrice), 8,4 km - 24'25"

2007
- 4º alla Maratona di Londra ( Londra) - 2h07'54"
- Argento alla Maratona di Chicago ( Chicago) - 2h11'11"
- Bronzo alla Mezza maratona di Lisbona ( Lisbona) - 1h00'41"

2008
- 6º alla Mezza maratona di Lisbona ( Lisbona) - 1h02'19"
- 4º alla BOclassic ( Bolzano) - 29'23"
- Argento al Giro al Sas ( Trento) - 28'57"

2009
- Bronzo alla Maratona di New York ( New York) - 2h10'25"
- Bronzo alla Maratona di Londra ( Londra) - 2h05'27"
- Argento alla Mezza maratona di Lisbona ( Lisbona) - 59'59"
- Bronzo alla Great North Run ( Newcastle upon Tyne) - 1h00'04"

2010
- Bronzo alla Maratona di Londra ( Londra) - 2h06'55"
- Oro alla Maratona di Fukuoka ( Fukuoka) - 2h08'24"
- 6º alla Mezza maratona di Lisbona ( Lisbona) - 1h00'33"
- Bronzo alla Great North Run ( Newcastle upon Tyne) - 1h02'00"

2011
- 5º alla Maratona di New York ( New York) - 2h08'26"
- 6º alla Maratona di Londra ( Londra) - 2h08'26"
- 6º alla Great North Run ( Newcastle upon Tyne) - 1h01'31"

2012
- 4º alla Maratona di Londra ( Londra) - 2h07'44"

2013
- Bronzo alla Maratona di Varsavia ( Varsavia) - 2h10'11"